# フェアモント・オーキッド・ホテル

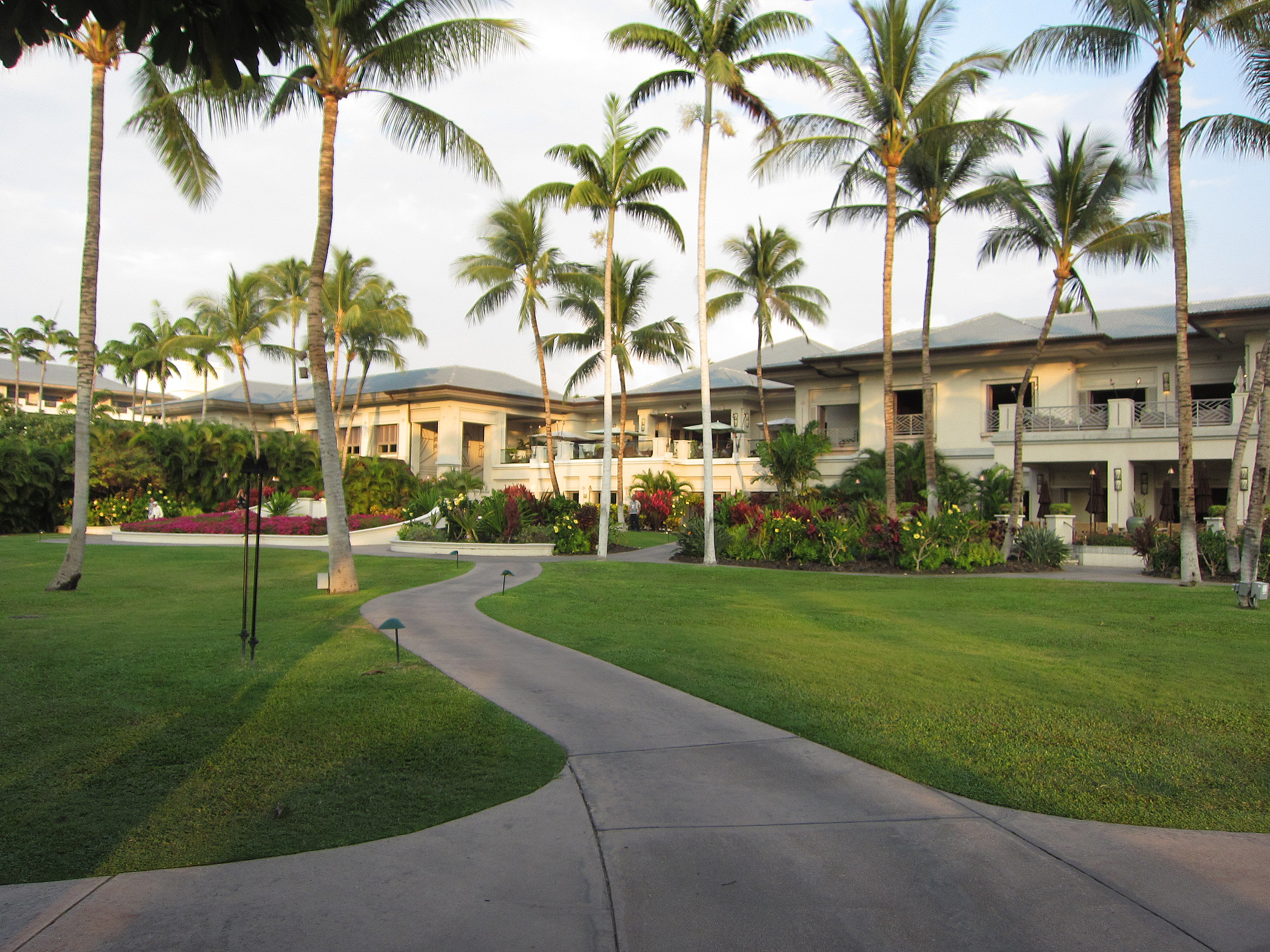
フェアモント・オーキッド・ホテル（2014年）

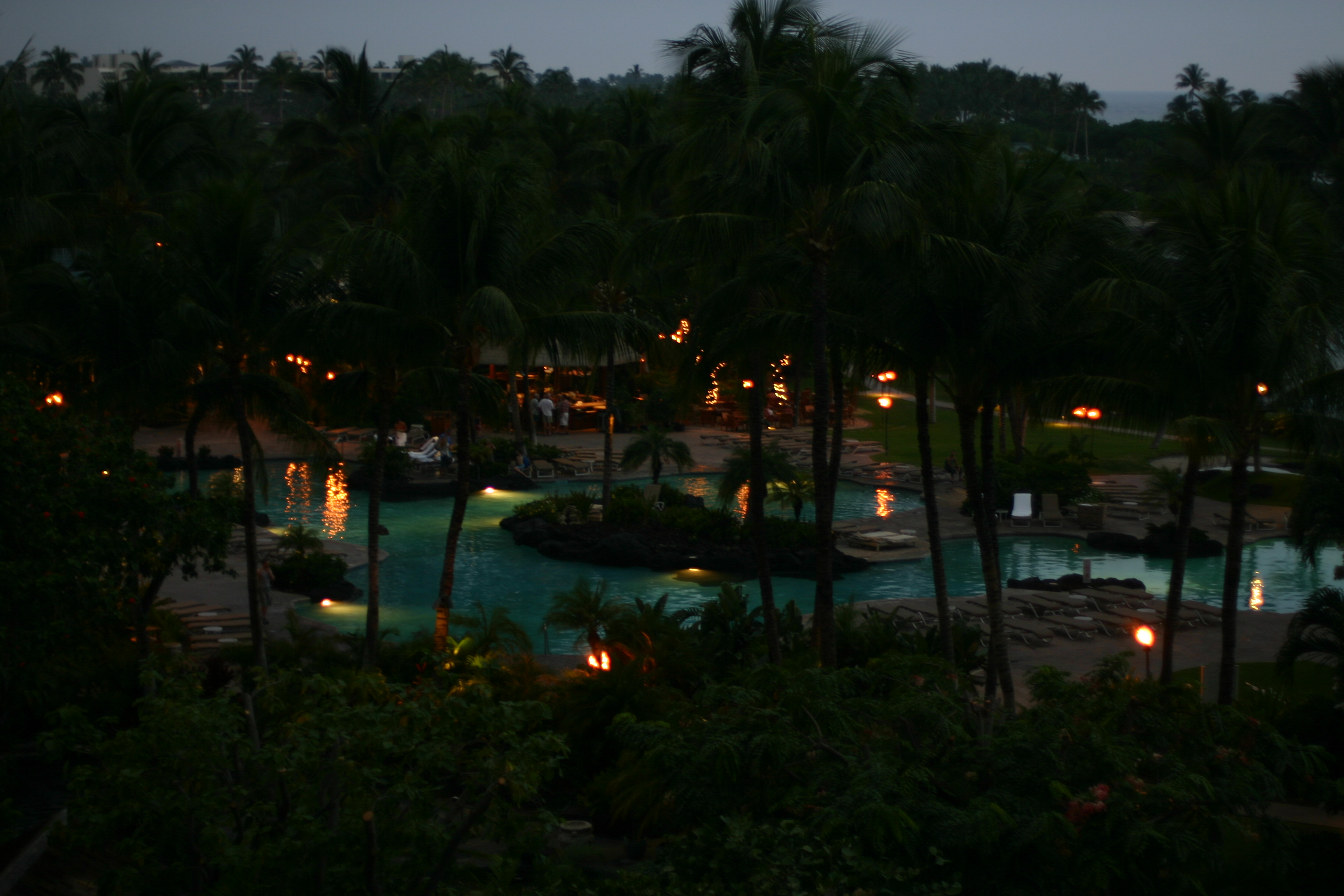
フェアモント・オーキッド・ホテルの池の夜景（2006年）

フェアモント・オーキッド・ホテル（英語: Fairmont Orchid Hotel）はアメリカ合衆国ハワイ州ハワイ島西海岸のマウラナニ・リゾートにあるホテルである。このリゾート全体は東急グループが開発して、ホテルのみは現在未来アセット金融グループの所有になっている。

## 概要
フェアモント・オーキッド・ホテルはアメリカ合衆国ハワイ州ハワイ島コハラ地区のマウラナニ・リゾート（Mauna Lani Resort）にあるホテルである。ハワイ島の西海岸に新しく開発された大型ホテル群（南から北へ、コナ地区のシェラトン・ケアホウ、キングカメハメハ・コナビーチ・ホテル、フォーシーズンズホテル・カウプレフ、コハラ地区のヒルトン・ワイコロアビーチ、フェアモント・オーキッド・ホテル、マウナケア・ビーチ・ホテル Mauna Kea Beach Hotel by Prince Hotel）の中で、一番北の方に位置する。 
このホテルが面しているケアワイキ湾（Keawaiki Bay）の歴史は、遺跡、溶岩層、埋葬地から洞窟複合体に至るまでの小道に保存されている。この地域を最初1920年代に開発したのは、フランシス・ハイド・イイ・ブラウン（Francis Hyde ʻĪʻī Brown、1892–1976）で、彼はしばしば「ハワイ王国最後の酋長」と呼ばれている。ブラウンはカメハメハ一族の子孫であり、有名なゴルフ選手で、後に政治家に転じた。
1972年、ブラウンはこのエリアを東急グループに売却し、カラフイプアア（Kalahuipua'a）と呼ばれるこの場所は「マウナラニ・リゾート」として開発された。マウナラニは、このコハラ地域で見える5つの大火山（ハワイ島のマウナケア山、マウナロア山、フアラライ山、コハラ山地、およびマウイ島のハレアカラ山）に敬意を表して「天に達する山」を意味する。1990年には、このリゾートは540の豪華な客室、スパー、10,000平方フィート（930平方メートル）の汽水池を持つリゾートとなった。リゾート全体はすでに東急グループの手を離れていたが、2015年にはフェアモント・オーキッド・ホテルをアジア最大の独立系金融サービス会社の1つである韓国の未来アセット金融グループが投資して買収した。

## 参照項目
- フェアモント・ホテルズ・アンド・リゾーツ - ホテル運営
- 未来アセット金融グループ - ホテル所有
- 東急グループが手放した不動産開発